# Múscul temporal
El múscul temporal (musculus temporalis) forma part dels músculs mastegadors. És un múscul ample, en forma de ventall, situat a cada costat del cap; omple la fossa temporal, per sobre de l'arc zigomàtic i cobreix gran part de l'os temporal. Està cobert per la fàscia temporal, també coneguda com a aponeurosi temporal.
S'origina a la fossa temporal i a la cara profunda de la fàscia temporal. Passa medialment a l'arc zigomàtic i s'insereix a l'apòfisi coronoide de la mandíbula.
Igual que amb altres músculs mastegadors, el control motor ve donat per la tercera branca (V3) del nervi trigemin. Específicament, el múscul temporal és innervat pels nervis temporals profunds.
La contracció del múscul temporal eleva la mandíbula. Les fibres horitzontals posteriors provoquen la retropulsió de la mandíbula.

## Imatges

Animació. Posició del múscul temporal (en vermell)
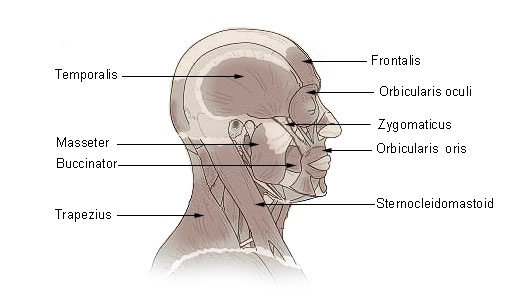
Músculs del cap i el coll
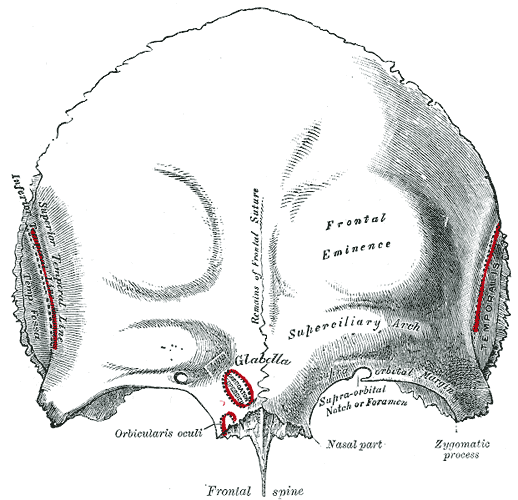
Superfície exterior de l'os frontal.
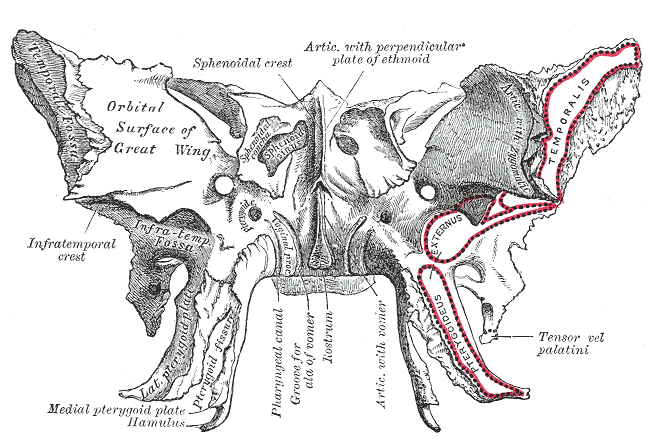
Superfícies anterior i inferior de l'os esfenoide
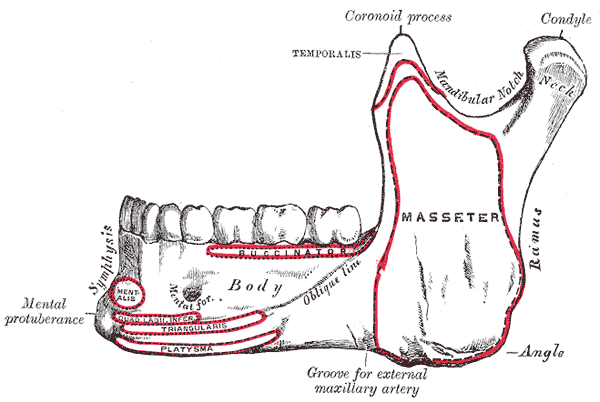
Vista lateral de la superfície exterior de la mandíbula.
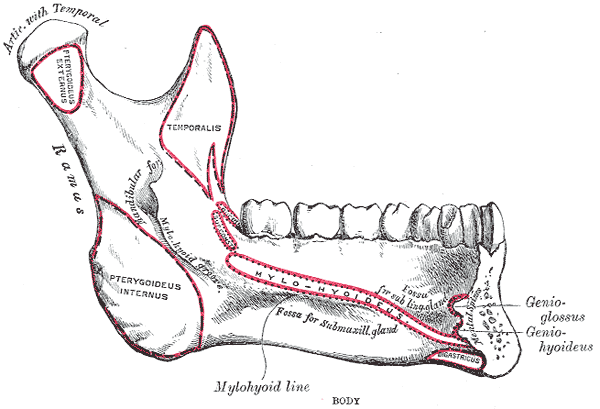
Vista lateral de la superfície interior de la mandíbula.
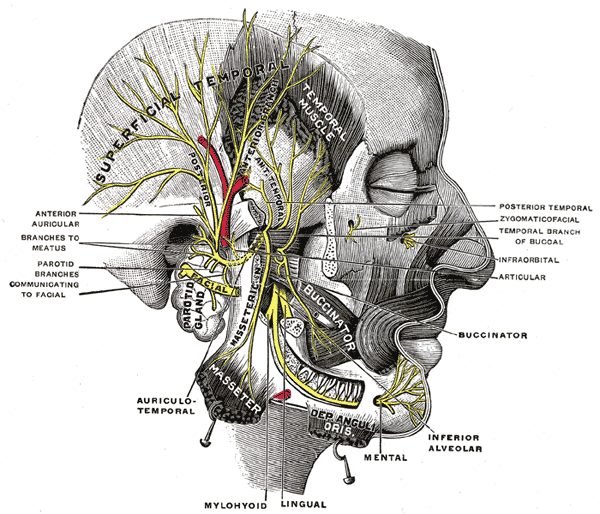
Divisió mandibular del nervi trigemin.
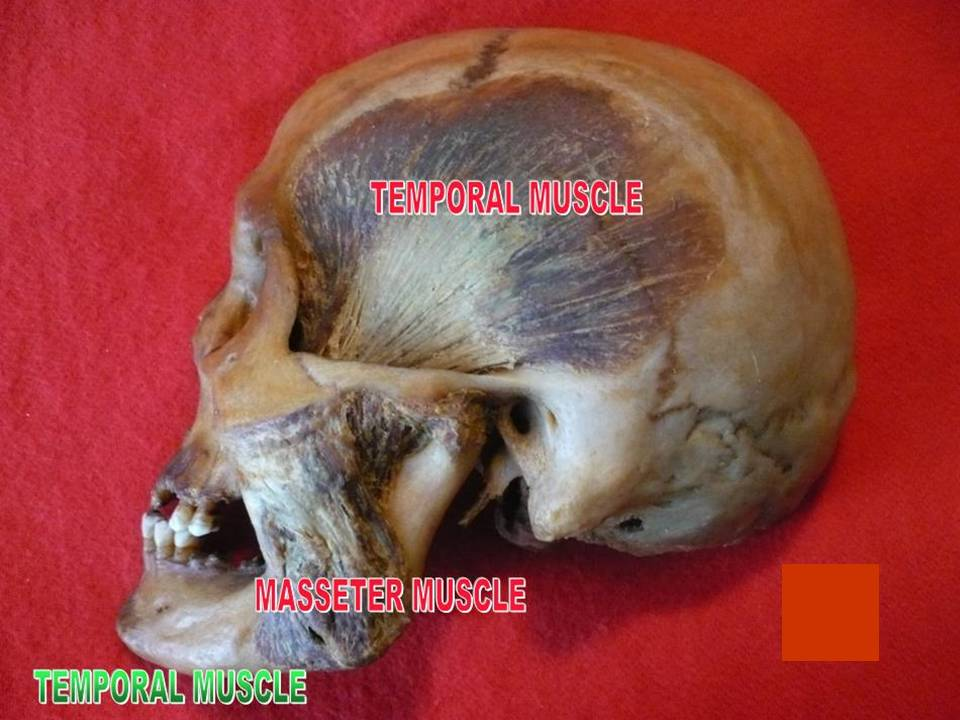
Múscul temporal. Dissecció profunda. Procés de momificació.